# Hrenkó Pál
Hrenkó Pál (Nyíregyháza, 1929. június 2. – 2001. október 29.) magyar térképész, térképtörténész.

## Életútja
Hrenkó András kertész, vincellér, erdőőr és Széll Ilona gyermekeként született. 1948-ban érettségizett a Községi Gr. Széchenyi István Kereskedelmi Középiskolában. 1951–52-ben sorkatonai szolgálata alatt térképésztiszti iskolát végzett, ahol katonai topográfiát tanult. 1962 és 1967 között az Eötvös Loránd Tudományegyetem Természettudományi Karán földrajz szakos tanári és kartográfusi diplomát szerzett.
1950-től hivatásos katona volt. 1951-ben a Honvéd Térképészeti Intézetének a munkatársa, 1952 és 1956 között térképésztisztje, geodétája és topográfusa, 1956 és 1959 között ellenőrző tiszt, 1959 és 1981 között a Technikai Ellenőrző Osztály főtisztje volt, osztályvezető-helyettes, alezredesi rangban. 1981-ben vonult nyugdíjba. Kutatási területe a térképellenőrzés, helytörténet, térképtörténet (vízrajz, kataszteri felmérés, kartográfiai ábrázolás, hadtörténet) volt.
1948-tól a Magyar Földrajzi Társaság tagja, 1970-től a Magyar Tájékozódási Futó-szövetség (MTFSZ) elnökségi tagja, 1972 és 1989 között a MÉM Földrajznév-bizottság helynévtári munkabizottságának a tagja volt.
A magyarországi tájfutás számára 1970-től szolgáltatott térképeket 1:10 000 méretarányban, a domborzatot meglehetős pontossággal ábrázoló térképsorozat formájában. Skerletz Ivánnal közösen dolgozták ki a Honvédelmi Minisztérium és az MTFSZ együttműködési megállapodását, amely mintegy két évtizeden át biztosította a tájfutás létalapját, a korszerű térképeket. Nevéhez fűződik ennek a megállapodásnak a tájfutás számára nagyon előnyös kihasználása, kidolgozta a tájfutás térképkiadásának rendszerét, majd a térképek évi négy alkalommal történő nyomtatását rendkívül gyorsan, önköltségi áron, a kornak megfelelő legjobb minőségben.
Szakirodalmi munkássága is jelentős, folyamatosan, 1959-től publikált a Geodézia és Kartográfia, illetve a Hidrológiai Tájékoztató című lapokban, szakmai és ismeretterjesztő térképtörténeti előadásokat tartott az ország számos pontján.

## Művei
- Mikoviny budavári térképéhez. Műemlékvédelem, 1977/1. szám, 40–43. o.
- A tarnaőrsi Orczy kastélyrom. Műemlékvédelem, 1978/1. szám, 73–76. o.
- Négyszázötven éves az esztergomi érsek titkárának térképe. Dunakanyar, 1978. 2. szám, 12–18. o
- Válogatás a Balatonkörnyék régi térképi ábrázolásaiból. A Veszprém Megyei Múzeumok Közleményei 14. – Történelem (Veszprém, 1979), 245–260. o.
- A balatonfüredi „Pálóczi ház” és a többiek. 1979/3. szám, 252–254. o.
- „Pálóczi” Horváth Ádám földmérő a pomázi uradalomban. Dunakanyar, 1980. 2. szám, 38–40. o.
- Lazarus secretarius (Budapest, 1982, többekkel)
- Mikoviny Sámuel és epistolája (Budapest, 1984)
- A csákvári angolkert, kastély és színház korabeli alaprajzai. Műemlékvédelem, 1984/1. szám, 7–11. o.
- A Marsigli-hagyaték helyszínrajzaiból: Szeged, Csanád stb. Műemlékvédelem, 1986/1. szám, 34–39. o.
- Tóth Ágoston honvéd ezredes a katona és a térképész (Budapest, 1987, Balla Jánossal)
- Lányi Sámuel földmérőmérnök. Nógrád Megyei Múzeumok Évkönyve XIII. (1987) Tanulmányok. 87–100. o.
- Magyarország régi térképeken (Budapest, 1989, Papp-Váry Árpáddal)
- Szabolcs-Szatmár megye régi térképeken (Nyíregyháza, 1989, többekkel)
- A magyar földmérés és térképészet története 1. (Budapest, 1990)
- A magyar katonai térképészet története 1. (Budapest, 1991, Balla Jánossal)

## Díjai, elismerései
- Térképészet Kiváló Dolgozója (1976)
- Szocialista Kultúráért (1978)
- Lázár deák-emlékérem (1990)